# Гватемальско-японские отношения
Гватемальско-японские отношения — двусторонние дипломатические отношения между Гватемалой и Японией. Отношения были установлены 20 февраля 1935 года.

## История отношений
Отношения между странами были установлены 20 февраля 1935 года.
Через шесть лет после установления дипломатических отношений, 8 декабря 1941 года, с началом Второй мировой войны и нападением Японии на Перл-Харбор, дипломатические отношения между Японией и Гватемалой были временно прерваны. Гватемала объявила войну Японии в 1941 году и прекратила двусторонние отношения. Отношения между странами были восстановлены 16 октября 1954 года, после подписания Сан-Францисского мирного договора 23 сентября 1954 года.
1 июля 1955 года правительство Японии назначило посла Японии в Мексике одновременно послом Гватемалы. 21 ноября 1964 года правительство Гватемалы открыло своё посольство в Японии. 27 января 1967 года правительство Японии открыло посольство в Гватемале.
В сентябре 1987 года министр иностранных дел Японии Тадаси Куранари посетил Гватемалу и подписал с министром иностранных дел Гватемалы Альфонсо Кабрерой Соглашение об отправке молодых добровольцев из Японии за границу в Гватемалу. В ноябре 1990 года министр иностранных дел Гватемалы Ариэль Ривера посетил Японию по случаю церемонии интронизации императора Японии Акихито и императрицы Митико.
14 и 15 сентября 1997 года по приглашению Альваро Арсу Иригойен принцы Масахито и Ханако Хитати совершили официальный визит в Гватемалу, став первым визитом в Центральную Америку членов Японского мператорского дома. Масахито и Ханаки встретились с Арсу и передали поздравительное послание правительству и народу Гватемалы в связи с подписанием мирных соглашений, а также выразили желание правительства и народа Японии увеличить свою помощь Гватемале после подписания указанных соглашений. 
В мае 2001 года Альфонсо Портильо Кабрера и Эвелин Моратая де Портильо посетили Японию.
В 2010 году Альваро Колом Кабальером посетил Японию.
1 октября 2014 года принцы Акисино Фумихито и Кико посетили Гватемалу и Президентский дом, где обедали вместе с президентом Отто Пересом Молиной и его женой Розой Леаль де Перес. Они также посетили археологические раскопки Тикаль и колониальный город Антигуа-Гватемала.
Япония является одним из пяти основных инвесторов в Гватемале и предоставила стране важную гуманитарную помощь.

## Дипломатические миссии
- У Гватемалы есть посольство в Токио[8] и консульства в Киото[9], Саппоро[10] и Иокогаме[11]
- У Японии есть посольство в Гватемале[12]